# Gábor Csapó
Gábor Csapó (Budapest, 20 de septiembre de 1950-27 de noviembre de 2022) fue un waterpolista húngaro.

## Clubs
- Ujpest Dózsa ( Hungría)
- SZEOL AK ( Hungría)
- Vasas SC ( Hungría)
- Palermo Siracusa ( Italia)

## Palmarés
- Plata en los campeonatos europeos de Roma 1983
- Plata en los campeonatos del mundo de Guayaquil 1982
- Bronce en los juegos olímpicos de Moscú 1980
- Plata en los campeonatos del mundo de Berlín 1978
- Oro en los campeonatos europeos de Jönköping 1977
- Oro en los juegos olímpicos de Montreal 1976
- Plata en los campeonatos del mundo de Calí 1975
- Oro en los campeonatos europeos de Viena 1974
- Oro en los campeonatos del mundo de Belgrado 1973